# Friedrich von der Trenck
Friedrich von der Trenck (16. února 1727, Neuhaldensleben – 25. července 1794, Paříž) byl pruský důstojník, dobrodruh a spisovatel z pruského šlechtického rodu Trencků.

## Životopis
Jeho rodiči byli generálmajor Christoph Ehrenreich von der Trenck a Maria Charlotte rozená von Derschau.
Von der Trenck vstoupil do pruské armády v roce 1740 a v roce 1744 se stal pobočníkem Fridricha Velikého. O rok později, v roce 1745, byl uvězněn. Není jasné, zda to bylo kvůli aféře s princeznou Amálií Pruskou, královskou sestrou, jak tvrdil sám Trenck ve svých pamětech, a kterou nelze historiograficky dokázat. Zdá se však, že Trenckův dopis z roku 1787 nalezený v roce 2008 naznačuje přinejmenším velkou míru intimity mezi ním a princeznou. Za pravděpodobnější příčinu se považují Trenckovy kontakty s jeho bratrancem Franzem von der Trenck, který byl v rakouských službách.
Trenckovi se podařilo uprchnout z pevnosti Glatz v roce 1746. V roce 1749 byl zaměstnán ve Vídni jako rytmistr u císařského pluku kyrysníků v Uhrách. Když však v roce 1753 cestoval do Gdaňsku kvůli rodinným záležitostem, byl na příkaz Fridricha II. znovu zatčen a bez soudního rozsudku uvězněn v magdeburské citadele. Po neúspěšném pokusu o útěk byl Trenck převelen do Fort Berge, který patřil k pevnosti Magdeburg. Až v roce 1763 byl na zásah císařovny Marie Terezie propuštěn.
Přes Prahu se vrátil do Vídně, ale již po dvou letech se s císařovým svolením přestěhoval k trvalému pobytu do Cách, kde se oženil s dcerou tamního starosty. V Cáchách obchodoval s uherskými víny a redigoval Aachener Zeitung. Příliš svobodný jazyk na jedné straně a obchodní ztráty na straně druhé přiměly Trencka, aby se na počátku 80. let 18. století přestěhoval na své uherské panství.
V následujících letech se Trenck zabýval literární tvorbou a cestoval do Anglie a Francie. Místy vzbudil rozruch extrémními politickými výroky, které byly v té době neobvyklé; například se veřejně vyslovil pro zrušení privilegií šlechty, tedy výsad vlastního stavu.
Později se Trenck vrátil do Paříže. Zda to byla oficiální mise jménem Rakouska jako pozorovatele událostí Francouzské revoluce, není jasné. Jisté však je, že byl v roce 1794 zatčen jako údajný špión a uvězněn ve věznici Saint-Lazare, souzen před revolučním tribunálem a nakonec – pouhé dva dny předtím, než byl sám Robespierre svržen – popraven gilotinou.